# Tropodiaptomus purpureus
Tropodiaptomus purpureus é uma espécie de crustáceo da família Diaptomidae.
É endémica do Burundi.